# محمد یاسر (بازیکن فوتبال)
محمد یاسر (انگلیسی: Mohammad Yasir؛ زادهٔ ۱۴ آوریل ۱۹۹۸) بازیکن فوتبال است.
از باشگاه‌هایی که در آن بازی کرده‌است می‌توان به باشگاه فوتبال پون سیتی اشاره کرد.
وی همچنین در تیم ملی فوتبال هند بازی کرده‌است.